# Parvoscincus luzonense
Parvoscincus luzonense là một loài thằn lằn trong họ Scincidae. Loài này được Boulenger mô tả khoa học đầu tiên năm 1894.